# Comphotis clarissa
Comphotis clarissa is een vlindersoort uit de familie van de prachtvlinders (Riodinidae), onderfamilie Riodininae.
Comphotis clarissa werd in 1890 beschreven door Sharpe.